# Nereo

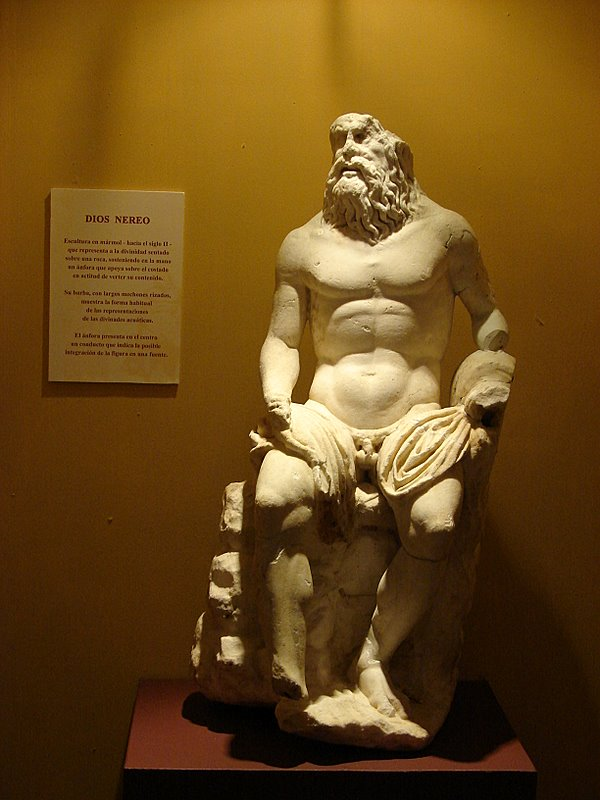
Estatua de Nereo hallada en Carmona (Sevilla).

En la mitología griega, Nereo (en griego antiguo: Νηρεύς, Nēreús;  'mojado' o 'húmedo') era un antiguo y benévolo dios marino. Se dice que era el mayor de los cinco póntidas, esto es, hijos de Ponto —el dios primordial del mar— a quienes engendró amancebado con Gea. Una tradición tardía lo imaginaba como hijo de Océano o bien Nereo era otro nombre de Océano. Los órficos dicen que era el más antiguo de los dioses del mar y que posee los fundamentos del propio elemento.
Nereo era representado como un anciano llevando un bastón y acompañado de las nereidas. A veces se le mostraba con una cola de pez serpentino en lugar de piernas pero, a diferencia de los dioses con cola de pez Aqueloo y Tritón, Nereo siempre aparecía vestido con un quitón y llevando su bastón. Virgilio añadiría a estos atributos el tridente, identificándose así con el dios Neptuno, representación más tardía del mar.

### Anciano del mar
Lo cierto es que tenía poder sobre las olas de los mares pues se lo vincula con los remolinos que acaecen durante las tormentas. Nereo es denominado, ya desde la épica arcaica, con el epíteto de "anciano del mar" (Γερων Ἁλιος; Gerôn Halios), renombrado por ser un buen consejero de sabias palabras. No en vano, Pausanias nos dice que los giteatas —habitantes del pueblo laconio de Gito— adoran a Nereo tan solo con el nombre de Anciano y dicen además que vive en el mar. El mismo autor nos dice que Homero fue el primero que empleó este nombre en la Ilíada en palabras de Tetis. La propia Tetis se enteró por su padre Nereo del decreto de las Moiras acerca de su hijo Aquiles: que una de dos cosas le había sido asignada, o una vida larga y sin gloria, o bien volverse glorioso para morir prematuramente.
Nereo era conocido por su veracidad y virtud, a saber:

Ponto engendró al sincero y veraz Nereo, el mayor de sus hijos. Además, le
llaman Viejo, porque es digno de confianza y apacible, y nunca olvida qué es correcto, sino que los pensamientos de su mente son benignos y rectos.
Hesíodo, Teogonía 233

### Descendencia
En cuanto a su matrimonio y descendencia, la Teogonía nos dice que «adorables y divinas hijas nacieron en el mar estéril de Nereo y Doris de hermosos cabellos, hija de Océano». Estas cincuenta ninfas del agua salada son conocidas, como es fama, como las nereidas. Se dice que Poseidón era su yerno, pues estaba casado con Anfítrite, una de las nereidas. Teonoé —hija de la nereida Psámate—, tenía el conocimiento divino de todas las cosas presentes y por venir, un don heredado de su abuelo Nereo. Otro autor nos dice que Nereo y Doris también fueron padres, además de sus hijas, de un varón de atractiva belleza, Nerites, que terminó transformado en marisco. Glauco, un benévolo mortal deificado como una deidad marina menor, parece funcionar como un «intérprete de Nereo», aunque no se especifica que Nereo sea el padre de Glauco.  Nicanor de Cirene dijo que Glauco había sido amado por Nereo. Tzetzes, que gusta tanto de versiones bizarras, dice que «Nereo fue padre de las Nereidas, hijas de Doris y Océano, pero alegóricamente Nereo es el mar». Y Cornuto dice que Nereo es el padre de Leucótea.

### Otras versiones
Autores tardíos imaginaron sus mansiones bajo las aguas del mar Egeo, en una cueva oscura y plateada, acompañado siempre por sus hijas, que le entretenían con sus cantos y sus danzas. Nereo era, al igual que muchas deidades marinas, hábil con el poder de cambiar de forma, comparado en habilidad con el propio Proteo. Nereo también interviene en alguna de las hazañas del esforzado Heracles. Unos dicen que Heracles a través de Iliria se dirigió apresuradamente al río Erídano y llegó ante las ninfas, hijas de Zeus y Temis. Estas lo encaminaron a Nereo, a quien Heracles apresó mientras dormía y, aunque el dios adoptó toda clase de formas, lo ató y no lo soltó hasta que supo por él dónde se encontraban las Hespérides y sus manzanas. Otros dicen que Heracles recibió la capa de oro de Helios, por la que viajaba por los mares, de manos del propio Nereo.